# Molophilus fultonensis
Molophilus fultonensis är en tvåvingeart som beskrevs av Alexander 1916. Molophilus fultonensis ingår i släktet Molophilus och familjen småharkrankar. Inga underarter finns listade i Catalogue of Life.